# رودنیتسه
رودنیتسه (به صربی: Rudenice) یک منطقهٔ مسکونی در صربستان است که در الکساندراواک واقع شده‌است. رودنیتسه ۱۶۴ نفر جمعیت دارد.